# ФРГ на зимних Олимпийских играх 1972
ФРГ принимала участие в Зимних Олимпийских играх 1972 года в Саппоро (Япония) во второй раз, и завоевала одну бронзовую, одну серебряную и три золотые медали. Сборную страны представляли 16 женщин.
| ФРГ на олимпиаде 1972 года в Саппоро | ФРГ на олимпиаде 1972 года в Саппоро                                    | ФРГ на олимпиаде 1972 года в Саппоро | ФРГ на олимпиаде 1972 года в Саппоро | ФРГ на олимпиаде 1972 года в Саппоро |
| Медали                               | Спортсмены                                                              | Вид спорта                           | Дисциплина                           | Результат                            |
| ------------------------------------ | ----------------------------------------------------------------------- | ------------------------------------ | ------------------------------------ | ------------------------------------ |
| Золото                               | Эрхард Келлер                                                           | Конькобежный спорт                   | 500 метров, мужчины                  | 39,44                                |
| Золото                               | Моника Пфлюг                                                            | Конькобежный спорт                   | 1000 метров, женщины                 | 1.31,40                              |
| Золото                               | Вольфганг Циммерер Петер Уцшнайдер                                      | Бобслей                              | toerbob                              | 4.57,07                              |
| Серебро                              | Хорст Флот Пепи Бадер                                                   | Бобслей                              | toerbob                              | 4.58,84                              |
| Бронза                               | Вольфганг Циммерер Петер Уцшнайдер Штефан Гайсрайтер Вальтер Штайнбауэр | Бобслей                              | toerbob                              | 4.43,92                              |